# Стоманеците
Стомàнеците (срещано и като Стомонеците, Стомонеци) е село в Северна България, община Габрово, област Габрово.

## За наименованието
Единственият официален списък на населените места, в който селото е записано с наименованието „Стомонеците“, е издаденият от статистическото бюро на Българското княжество „Списък на населените места (по преброяването на 1 януари 1881 г.), София, Държавна печатница, 1885“.
Във всички следващи официални списъци на населените места, издавани през годините след 1885 г., като се започне от „Списък на градските и селски общини в Княжеството (Утвърден от г-да Регентите с указ от 15 май 1887 година под № 157)“, както и в съвременния Национален регистър на населените места към 2019 г., селото фигурира с наименованието „Стоманеците“ – което е и законосъобразното му наименование.
Наименованието „Стомонеците“ се среща – освен в съдържащия го списък от 1885 г., и:
- в документи от фондове 293К, 419K и 700K на Държавния архив Габрово;[6]
- в излязлата от печат през 1934 г. книга на д-р Петър Цончев Из общественото и културно минало на Габрово, с. 55, р. 29;
- на пътните табели на селото към 2021 г.;
- в топографска карта, мащаб 1:100000, картен лист K-35-039, изработена след 1960-те години[7], а вероятно и другаде.

Паралелното съществуване и употреба на официалното наименование на селото – Стоманеците, и неофициалното – Стомонеците,
 е неприемливо и представлява проблем, нуждаещ се от проучване и отстраняване по съответния нормативен ред с непосредственото участие на компетентни специалисти.

## География
Село Стоманеците се намира на около 8 km юг-югозападно от центъра на град Габрово и около 2,5 km югоизточно от стената на язовир Христо Смирненски, изграден на река Паничарка – ляв приток на река Янтра. Селото е разположено в северните подножия на Шипченската планина, изтеглено в направление югозапад – североизток по северозападния долинен склон на Белилската река, приток на Козята река, която се влива в река Паничарка. Надморската височина на границата му от северозапад варира в интервала 620 – 655 m, а на границата му от североизток – в интервала 590 – 615 m.
През село Стоманеците минава третокласният републикански път III-5006 (Габрово – курортен комплекс Узана).
Село Стоманеците наброява 180 души към 1934 г., намалява до 41 към 1985 г. и наброява 28 души (по текущата демографска статистика за населението) към 2019 г.

## История
През 1995 г. дотогавашното населено място колиби Стоманеците получава статут на село.
Във фондовете на Държавния архив Габрово се съхраняват документи от съответни периоди на/за:
- Фондове от масив „К“:

– Кредитна кооперация „Зора“ – с. Стомонеци, Габровско; фонд 293K; 1924 – 1943;
– Групов фонд „Начално училище, Училищно настоятелство и Ученическо християнско дружество“ – с. Стомонеци, Габровско; фонд 700K; 1896 – 1962.
- Фондове от масив „С“: Кредитна кооперация „Зора“ – с. Стоманеци, Габровско; фонд 92; 1944 – 1948.

В село Стоманеците към 2020 г. има действащо читалище „Стоманеците – 2018“.

## Население
Преброяване на населението през 2011 г.
Численост и дял на етническите групи според преброяването на населението през 2011 г.:
|                     | Численост | Дял (в %) |
| Общо                | 31        | 100,00    |
| Българи             | 31        | 100,00    |
| Турци               | 0         | 0,00      |
| Цигани              | 0         | 0,00      |
| Други               | 0         | 0,00      |
| Не се самоопределят | 0         | 0,00      |
| Неотговорили        | 0         | 0,00      |